# W szczękach rekina
W szczękach rekina (ang. Bait) – australijsko-singapurski thriller z 2012 roku w reżyserii Kimble'a Rendalla. Film powstał w technice trójwymiarowej.
Światowa premiera filmu miała miejsce 20 września 2012 roku, natomiast w Polsce odbyła się 19 października 2012 roku.

## Opis fabuły
Dla mieszkających w spokojnym australijskim kurorcie zakochanych - Josha (Xavier Samuel) i Tiny - to miały być zwykłe zakupy w centrum handlowym. Jednak klienci podziemnego supermarketu, a wśród nich para głównych bohaterów, zostają sterroryzowani przez uzbrojonego psychopatę. Zanim zaczną myśleć o tym, jak poradzić sobie w tej dramatycznej sytuacji, miasto zalewa gigantyczna fala tsunami. Razem z wodą do budynku dostaje się rekin ludojad. Josh podejmuje walkę z krwiożerczą bestią.

## Obsada
- Phoebe Tonkin jako Jaimie
- Julian McMahon jako Doyle
- Xavier Samuel jako Josh
- Sharni Vinson jako Tina
- Cariba Heine jako Heather
- Alex Russell jako Ryan
- Lincoln Lewis jako Kyle
- Alice Parkinson jako Naomi
- Richard Brancatisano jako Rory
- Martin Sacks jako Todd
- Nicholas McCallum jako Neil
- Qi Yuwu jako Steven
- Adrian Pang jako Jessup